# Popoluca de Texistepec
|  | Per a altres significats, vegeu «popoluca». |

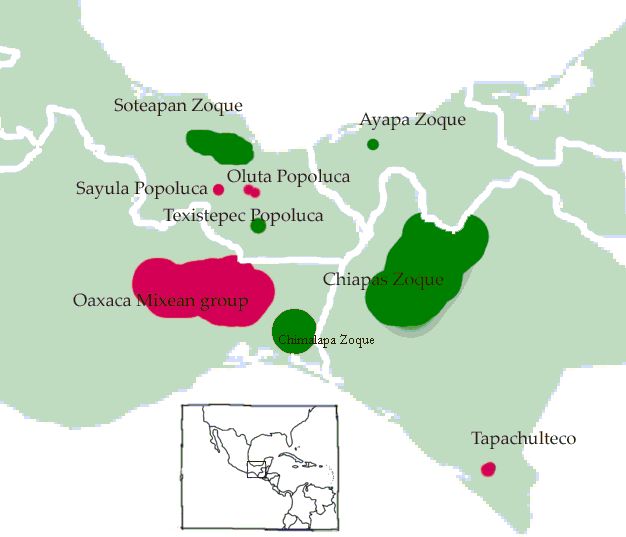
En verd, les llengües zoque de la família mixezoque

El popoluca de Texistepec és una llengua zoque, una llengua de la família de les llengües mixezoque. És parlada per al voltant de 400 indígenes popoluca a la rodalia de la localitat de Texistepec, al sud de l'estat de Veracruz, Mèxic. Dins de la família mixezoque, el popoluca de Texistepec està més estretament relacionat amb el popoluca de la Sierra.

## Situació
El popoluca de Texistepec està documentat principalment gràcies al treball de Søren Wichmann, un antropòleg lingüístic danès i al lingüista històric Ehren Reilly, antic estudiant de postgrau de la Universitat Johns Hopkins. El treball de Reilly va formar part del gran Projecte per a la Documentació de les Llengües de Mesoamèrica Arxivat 2012-03-18 a Wayback Machine., sota el lideratge de Terrence Kaufman de la Universitat de Pittsburgh, i ha contribuït al projecte de Kaufman de desxifrar l'escriptura epiolmeca.
Quedaven menys de 100 parlants nadius de popoluca de Texistepec quan Søren Wichmann, Ehren Reilly, i Terrence Kaufman van dur a terme la seva investigació entre 1990 i 2002, i es tracta d'una llengua amenaçada sense nous parlants que adquireixin la llengua nativa, a causa de la prevalença de l'espanyol. Avui en dia, tots els parlants restants són d'edat avançada, si algú sobreviu.